# La Ferté-Saint-Aubin
La Ferté-Saint-Aubin là một xã trong tỉnh Loiret, vùng Centre-Val de Loire bắc trung bộ nước Pháp. Xã này nằm ở khu vực có độ cao từ 93-137 mét trên mực nước biển.
Sông Cosson chảy qua thị trấn.